# Plaine d'Irkoutsk-Tcheremkhovo
La plaine d'Irkoutsk-Tcheremkhovo (en russe : Ирку́тско-Черемхо́вская равни́на, Irkoutsko-Tcheremkhovskaïa ravinina) est le nom donné à une vaste plaine couvrant le sud et l'ouest de l'oblast d'Irkoutsk, depuis la ville de Taïchet jusqu'à celle d'Irkoutsk. Longue de près de 500 kilomètres pour un largeur allant jusqu'à 140 kilomètres, cette plaine est comprise entre les monts Saïan au sud-ouest, la crête de l'Angara (ru) au nord, et à l'ouest par le plateau Léno-Angara (ru).
La plaine occupe un axe nord-ouest sud-est, devenu le cœur économique de l'oblast d'Irkoutsk. Sept des dix plus grandes villes de l'oblast, avec l'agglomération d'Irkoutsk, y sont situées, les industries et l'agriculture y sont concentré, et le principal axe de transport, la route fédérale R255, court à travers toute la plaine. Elle doit son nom à deux villes, Irkoutsk et Tcheremkhovo.

## Géographie
La plaine d'Irkoutsk-Tcheremkhovo est un creux marginal située dans la partie la plus au sud du plateau de Sibérie centrale, avec un relief vallonné et strié. Elle s'étend d'Irkoutsk pour son extrémité sud-est, jusqu'à Taïchet en suivant une direction nord-ouest, parallèle au piedmont du Saïan oriental. Elle est délimitée au nord par la crête de l'Angara (ru), et à l'ouest par le plateau Léno-Angara (ru). Sa largeur va jusqu'à 140 kilomètres tandis que sa longuer totale est de près de 500 kilomètres.
Les altitudes des plaines des interfluves sont de l'ordre de 550 à 650 mètres, tandis que dans la partie nord, dans la région de Touloun, les hauteurs augmentent à 650–725 mètres d'altitude. 
Près de la chaîne du Saïan oriental, qui délimite la plaine au sud-ouest, les hauteurs des rivières sont aux alentours de 500 mètres, tandis que dans les vallées des grands cours d'eau dans la plaine, c'est-à-dire l'Angara principalement, les hauteurs tombent jusqu'à 300–400 mètres d'altitude. Les hauteurs maximales sont de 500 à 1 000 mètres pour les collines, et jusqu'à 1 300–1 400 mètres aux contreforts des Saïan.
De nombreuses rivières traversent la plaine, souvent venant des monts Saïan, l'exception étant l'Angara qui découle du lac Baïkal. Parmi les rivières on retrouve la Bolchaïa Belaïa, le Zalari, l'Oka ou bien encore l'Iia.
Quant au climat, fortement continental, la somme des températures supérieurs à 10 °C sur l'année est de 1 600–1 700 °C, et les précipitations sont aux alentours de 300–500 mm par an.
La taïga de Sibérie orientale recouvre de grandes parties de la plaine, avec des forêts de pins de Sibérie et de mélèzes de Sibérie.

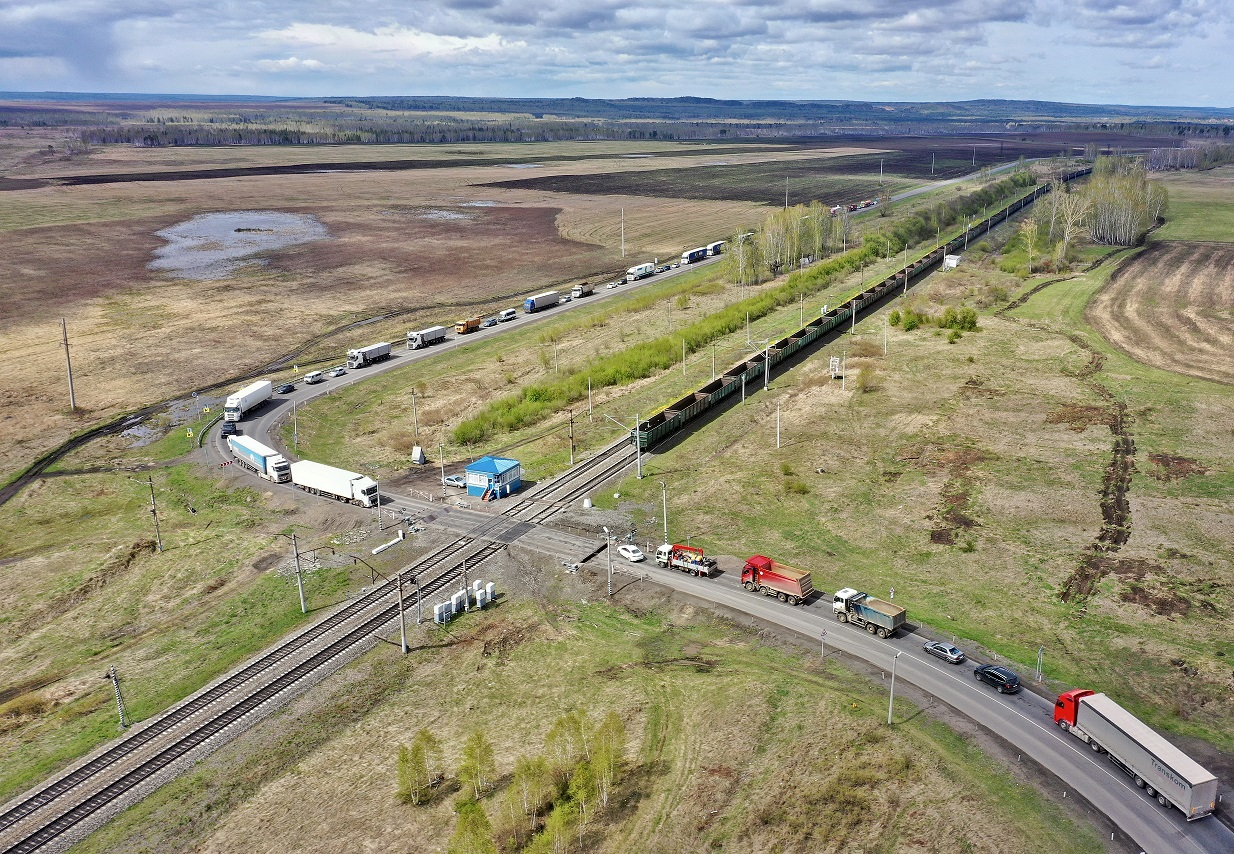
R255 et Transsibérien près du village de Cheragoul.

Sept des dix plus grandes villes de l'oblast d'Irkoutsk se trouvent dans la plaine, dont dans sa partie la plus au sud l'agglomération d'Irkoutsk, avec Irkoutsk, Chelekhov et Angarsk. Se trouvent aussi dans la plaine les villes d'Oussolie-Sibirskoïe, de Tcheremkhovo, de Zima, de Saïansk, de Touloun, de Nijneoudinsk, d'Alzamaï et de Taïchet, toutes situées le long du Transsibérien et de la route fédérale R255 qui le longe.

## Géologie

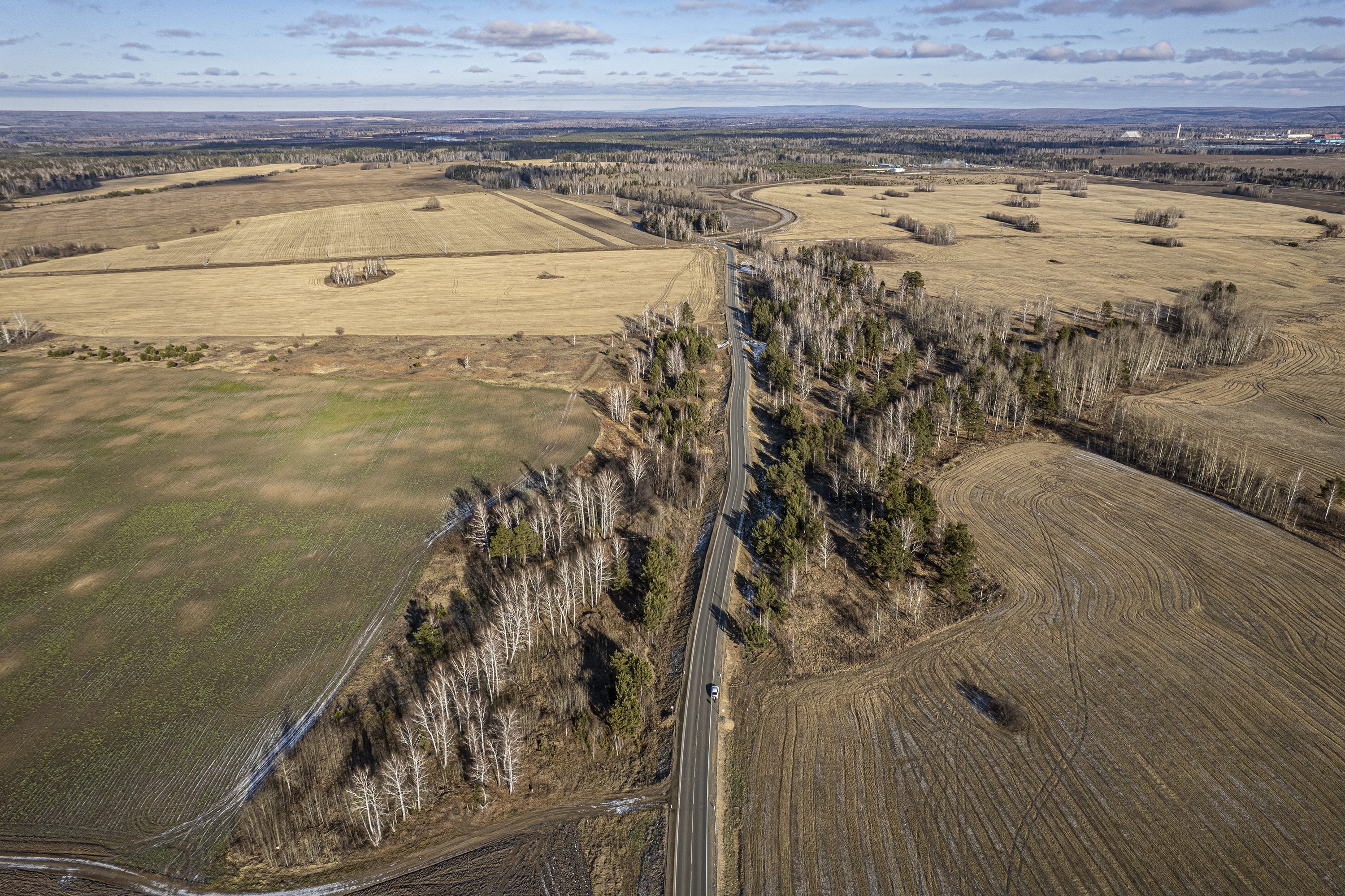
Espaces agricoles vers Taïchet.

La plaine est d'un point de vue géologique composé de roches sédimentaires, parmi lesquelles le grès, la siltite, l'argilite, qui sont les trois répandues, avec plus rarement du calcaire et des dépôts de roches carbonatées. Des gisements de charbon se trouvent dans la plaine.
La composition des sols de la plaine d'Irkoutsk-Tcheremkhovo est représentée par des sols gazeux-podzoliques, des rendosols, des forêts gazonnées, des alfisols et des tchernozioms.
Les sols gazeux-podzoliques se développent sous les forêts de conifères légers (pin, mélèze) et à petites feuilles (tremble, bouleau), d'herbes, de mousses et d'airelles. Les principales caractéristiques de ces sols de la région sont un degré relativement élevé d'accumulation d'humus dans la partie supérieure de la terre, une réaction légèrement acide, proche de la neutralité et une teneur importante en minéraux primaires.
Le développement des rendosols se limite, en règle générale, aux endroits où les roches carbonatées remontent à la surface ; calcaires et dolomites, principalement des grès carbonatés-silicates de couleur rouge du cambrien inférieur et de couleur rouge, de argilites, des siltstones et de marnes du Furongien, entraînant les particularités de leur morphologie et de leurs propriétés.
Les sols forestiers, ainsi que les sols gazeux-podzoliques, sont une composante indispensable de la couverture du sol des forêts arbustives herbacées. Sur le plateau et dans les montagnes, ils se forment sur diverses roches, occupant les parties inférieures des versants des collines.
Les alfisols sont principalement répartis sous les forêts de pins, de mélèzes ou de graminées.
Les tchernozioms ne forment pas de grands massifs, mais sont localisés dans des parcelles alternant avec des sols de forêt grise et de prairie-tcherniozoms. Les tchernozioms lessivés sont le sous-type prédominant. Ils se forment sur des dépôts meubles de terrasses et de pentes reposant sur des roches jurassiques et cambriennes. Les roches sont également enrichies en carbonates de calcium et de magnésium. Les tchernozioms de la partie sud de la plaine se forment sur des terrasses anciennes, composées de dépôts alluvionnaires ressemblant à des loess, sous des associations graminées-absinthe.